# Лісовський Микола Володимирович
Мико́ла Володи́мирович Лісо́вський (1976—2014) — майор Збройних сил України, учасник російсько-української війни.

## Життєпис
Народився 1976 року в місті Новоград-Волинський (Житомирська область). Закінчив новоград-волинську школу № 4. Вирішив стати військовим; батьки були проти — бачили його стоматологом, але Микола відстояв власний вибір. На військовій службі з 1994-го, закінчив Харківський військовий університет 1998 року.
Командир взводу РХБ розвідки танкового полку, командир роти РХБ захисту, начальник штабу — перший заступник командира окремого батальйону РХБ захисту. З 2009 року — начальник служби радіаційного, хімічного та біологічного захисту, 30-та окрема механізована бригада.
13 серпня 2014 року загинув у бою з терористами в селі Степанівка Донецької області — був поранений в обидві ноги. Тоді ж полягли майор Сергій Гордієнко, капітан Олег Обухівський, сержант Олександр Гордійчук, солдат Ян Даманський та ще один військовослужбовець, особа якого остаточно не встановлена. Станом на 22 серпня 2014 року майор Лісовський числився у всеукраїнському списку безвісти зниклих та полонених вояків.
Вдома залишилися дружина та двоє дітей.
7 вересня 2014-го похований в секторі для почесних поховань «Алея слави» міського кладовища Новограда-Волинського з військовими почестями.
Мати — Лісовська Лідія Аркадіївна. Батько Лісовський Володимир. Жінка Лісовська (Данюк) Лариса Анатоліївна. Діти — Лісовська Анна Миколаївна та Лісовський Іван Миколайович.

## Нагороди та вшанування
- 14 листопада 2014 року за особисту мужність і героїзм, виявлені у захисті державного суверенітету та територіальної цілісності України, вірність військовій присязі під час російсько-української війни, відзначений — нагороджений орденом Богдана Хмельницького ІІІ ступеня (посмертно).
- Вшановується 13 серпня на щоденному ранковому церемоніалі вшанування українських захисників, які загинули цього дня у різні роки внаслідок російської збройної агресії[2].
- Його портрет розміщений на меморіалі «Стіна пам'яті полеглих за Україну» у Києві: секція 2, ряд 5, місце 36.
- Почесний громадянин Звягеля (посмертно; рішення Новоград-Волинської міської ради від 24.07.2020 № 1002)[3]
- 23 жовтня 2015 року відкрито меморіальну дошку в пам'ять Миколи Лісовського на фасаді звягельської середньої школи № 4.
- 2022 року в місті Звягель вулицю Полянського перейменовано на вулицю Миколи Лісовського.[4]